# Staatliche Fernmeldetechnische Universität Taganrog
Die Staatliche Fernmeldetechnische Universität Taganrog (auch Taganroger Staatliche Universität für Radiotechnik aus dem russischen: Таганрогский государственный радиотехнический университет, kurz TSURE) ist eine staatliche Universität in der russischen Stadt Taganrog mit Lehr- und Forschungsschwerpunkten auf dem Gebiet der Radiotechnik.
Die Gründung erfolgte 1952. Heute gibt es 7 Fakultäten. Rektor ist Alexander Suchinow.